# Castlecary
Castlecary är en ort i Storbritannien.   Den ligger i kommunen North Lanarkshire och riksdelen Skottland, i den centrala delen av landet, 600 km nordväst om huvudstaden London. Castlecary ligger 56 meter över havet och antalet invånare är 284.
Terrängen runt Castlecary är platt åt sydost, men åt nordväst är den kuperad. Castlecary ligger nere i en dal. Runt Castlecary är det tätbefolkat, med 369 invånare per kvadratkilometer. Närmaste större samhälle är Cumbernauld, 4,8 km sydväst om Castlecary. Trakten runt Castlecary består i huvudsak av gräsmarker.